# نكلوديون (قناة آسيوية)
Nickelodeon هي قناة تلفزيونية مدفوعة آسيوية تديرها ViacomCBS ، تبث من سنغافورة إلى الجماهير في بقية آسيا وبعض المناطق في أوقيانوسيا مثل بولينيزيا وبابوا غينيا الجديدة. تم إطلاق القناة في 16 يوليو 1996 ولأول مرة في الوطن العربي عبر شبكة شوتايم آرابيا وهي تبث بشكل أساسي المسلسل الأصلي من قناة تلفزيونية تحمل الاسم نفسه من Nickelodeon في الولايات المتحدة . يتم بث البرامج باللغة الإنجليزية.
كانت القناة متاحة سابقًا في كوريا الجنوبية وبنغلاديش ونيوزيلندا والهند والفلبين ، ولكن تم استبدالها لاحقًا بنسخ خاصة بالمنطقة.